# 丹麥王儲克里斯蒂安
丹麥王儲克里斯蒂安·維德密爾·亨利·約翰（Christian, Crown Prince of Denmark, Count of Monpezat，2005年10月15日—）是丹麦腓特烈十世和瑪麗王后的長子，目前丹麥王位的第一順位繼承人。他共有两妹一弟，分別是伊莎貝拉公主、龙凤胎弟妹文森特王子和约瑟芬公主。

## 榮譽
- 丹麦
  -  大象勳章騎士

### 外国勋章奖章
- 挪威
  -  聖奧拉夫騎士大十字勳章（英语：Order of St. Olav） [1]